# Weidevogel

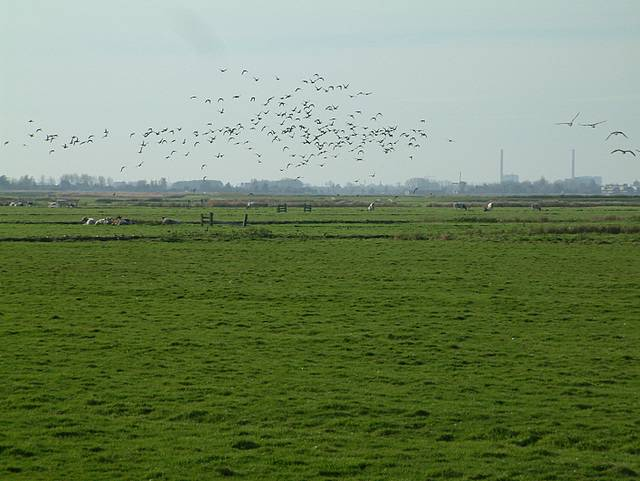
Weidevogels bij De Woude

Onder weidevogels worden vogelsoorten verstaan die in uitgestrekte graslanden broeden. Het is geen exact omschreven indeling, en ook geen uitsluitende classificatie zoals gebruikelijk in de taxonomie: een weidevogel kan ook een zangvogel of een wadvogel zijn. Het begrip wordt veel gebruikt in discussies over agrarisch natuurbeheer en het behoud van weilanden als bijzonder cultuurlandschap, omdat het soorten betreft die in meer of mindere mate zijn aangewezen op een door de mens gevormd landschap.

## Omgrenzing en indeling
De gebruikelijke definitie heeft betrekking op alle vogels die op de grond broeden in weilanden. Gangbaar is een onderscheid tussen primaire en secundaire weidevogels, waarbij de eerste categorie in hoofdzaak op grasland broedt, en de tweede dat in mindere mate doet. Een precieze maat voor in hoofdzaak ontbreekt echter. Een soort kan in het ene jaar als een secundaire weidevogel worden gezien maar door veranderingen in het gedrag en/of omstandigheden doorschuiven naar de primaire weidevogels.
Tot de primaire weidevogels rekent men doorgaans de steltlopers kievit, scholekster, grutto, tureluur, wulp, kemphaan en watersnip. Velen beschouwen dit rijtje als de echte weidevogels; watersnip en kemphaan zijn echter zo zeldzaam dat ze ook in weilanden niet vaak worden aangetroffen. Enkele eendensoorten broeden eveneens overwegend op grasland: zomertaling en kuifeend. Verder voelen enkele kleine zangvogels zich zeer thuis in weilanden: veldleeuwerik, graspieper en gele kwikstaart.
Tot de secundaire weidevogels worden vogels gerekend die vaker in andere landschappen broeden dan in het weiland. Hiertoe behoren onder meer de veelvoorkomende meerkoet en wilde eend, die getalsmatig vaker in grasland te zien zijn dan enkele van de bovengenoemde steltlopers. Dat geldt in mindere mate voor de fazant. Andere secundaire weidevogels zijn soorten als de slobeend, krakeend, bergeend, wintertaling, bontbekplevier, kleine plevier, kluut, visdief, kokmeeuw, waterhoen, patrijs, kwartel, kwartelkoning, paapje en grauwe gors. Ook de zwarte stern is een weidevogel, hoewel die slechts zelden op het land broedt.
Veel van de weidevogels zijn trekvogels, die in de winter zuidelijker voorkomen.

## Cultuurvolgers
Nederland is niet altijd een open landschap geweest. Het bestaat nog maar enkele duizenden jaren. Voorheen was het bebost. Doordat de mens het bos kapte en het verving door akkers, weiden en heidevelden, werd het open. Vooral de weilanden bleken in trek bij een aantal steltlopers, die zich van nature thuis voelen in toendra, steppe, kwelder of strandweide. Het zijn dus cultuurvolgers.
In deze weilanden bevond zich veel bodemleven en dus voedsel. Door de hoge grondwaterstand en voldoende neerslag, bleef dat ook in de zomerperiode goed te vinden. Dit in tegenstelling tot warmere landen, zoals Frankrijk; daar droogt de bodem 's zomers uit. Vanouds werd in Nederland, ook vanwege de natte bodem, pas laat in het voorjaar gemaaid. Ook dit was gunstig. Zo konden de vogels hun kroost gemakkelijk groot krijgen voordat de boer kwam. En tot slot zijn er bij ons weinig vijanden zoals slangen.

## Oorspronkelijk biotoop
De grutto, de tureluur en de watersnip komen ook voor op de toendra in IJsland. De IJslandse grutto wordt echter soms tot een andere soort gerekend. 	 
De kievit komt op de Britse eilanden ook in hoger gelegen gebieden voor. Doordat het daar nog meer regent dan in Nederland, worden daar open gebieden met permanent natte bodem ruimschoots aangetroffen. In Ierland komen echter minder weidevogels voor dan in Nederland, omdat de bodem daar veel armer aan voedsel is.

## Gedrag
Door in groepen te opereren slagen kieviten en grutto's er in om bedreigingen voor hun eieren en jongen weg te jagen: kraaien, meeuwen, reigers en ook roofvogels als buizerds worden met gemak verdreven door fel alarmerende weidevogels. De tureluur maakt zijn nest waarschijnlijk om die reden vaak vlak bij het nest van een kievit.

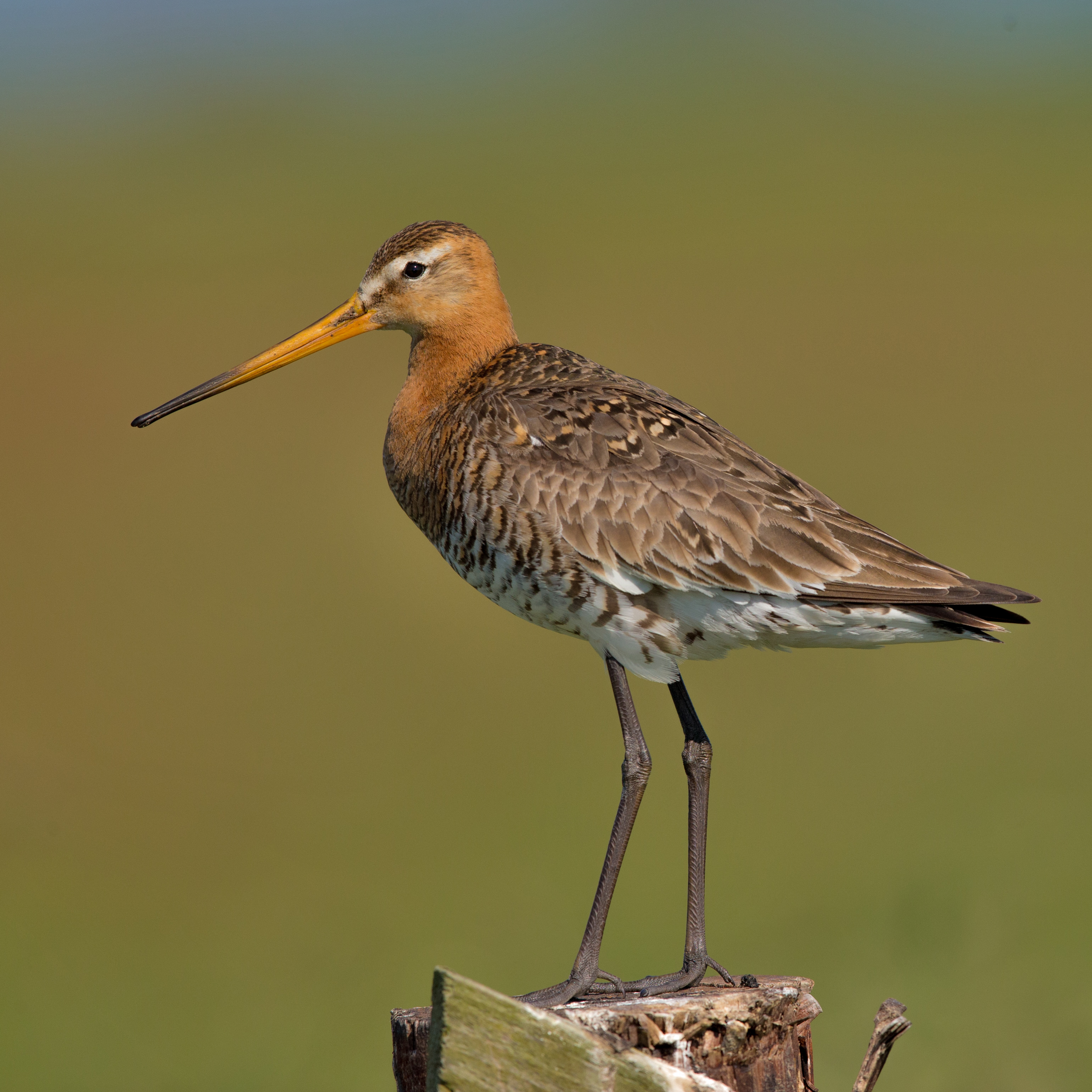
Grutto op de uitkijk
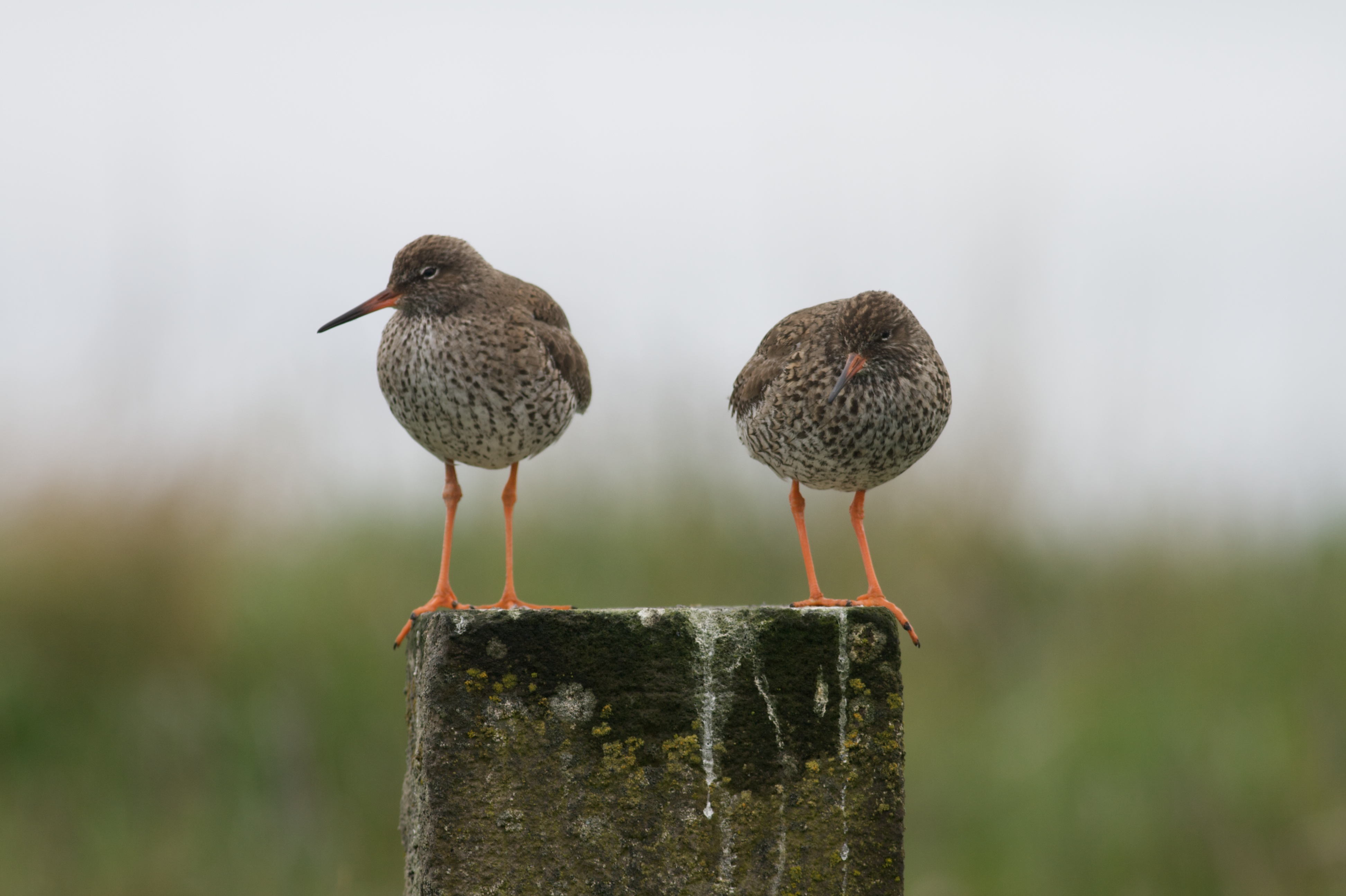
Tureluurs

Sommige weidevogels worden vaak gezien op uitkijkposten, zoals op paaltjes langs het weiland. Onder andere de grutto en tureluur doen dat.

## Bedreigingen
Oorspronkelijk, met name na de grote heideontginningen in de eerste helft van de 20e eeuw, kwamen weidevogels zeer veel voor in Nederland. Door de intensievere manier van bewerken van het land, maar ook door de toename van roofdieren als vossen en marters, staan de aantallen weidevogels onder druk. Ook het rapen van de eieren van de kievit, zeker in en na de Tweede Wereldoorlog,  heeft de stand geen goed gedaan. Het eerste gevonden ei werd lange tijd aan de koningin aangeboden, maar dit gebruik is inmiddels verlaten. Sinds 1960 zijn de meeste weidevogels in aantal afgenomen. De kuifeend, de kievit en de wulp zijn echter in aantallen toegenomen.
Mat name intensiveringen in de landbouw maken het weiland minder geschikt voor weidevogels, in het bijzonder:
- verlaging van de grondwaterstand.
 Hieronder hebben vooral de drie kwetsbare ( of "kritische") soorten te lijden, n.l. tureluur, watersnip en kemphaan.
- overbemesting.
- vroeger en veelvuldiger maaien met zwaarder materieel.
- intensieve beweiding.

De woongebieden van de weidevogels kunnen ook aangetast worden door gevolgen van verstedelijking zoals lichthinder, of geluidhinder (zie met name het artikel van de grutto hierover).

## Bescherming

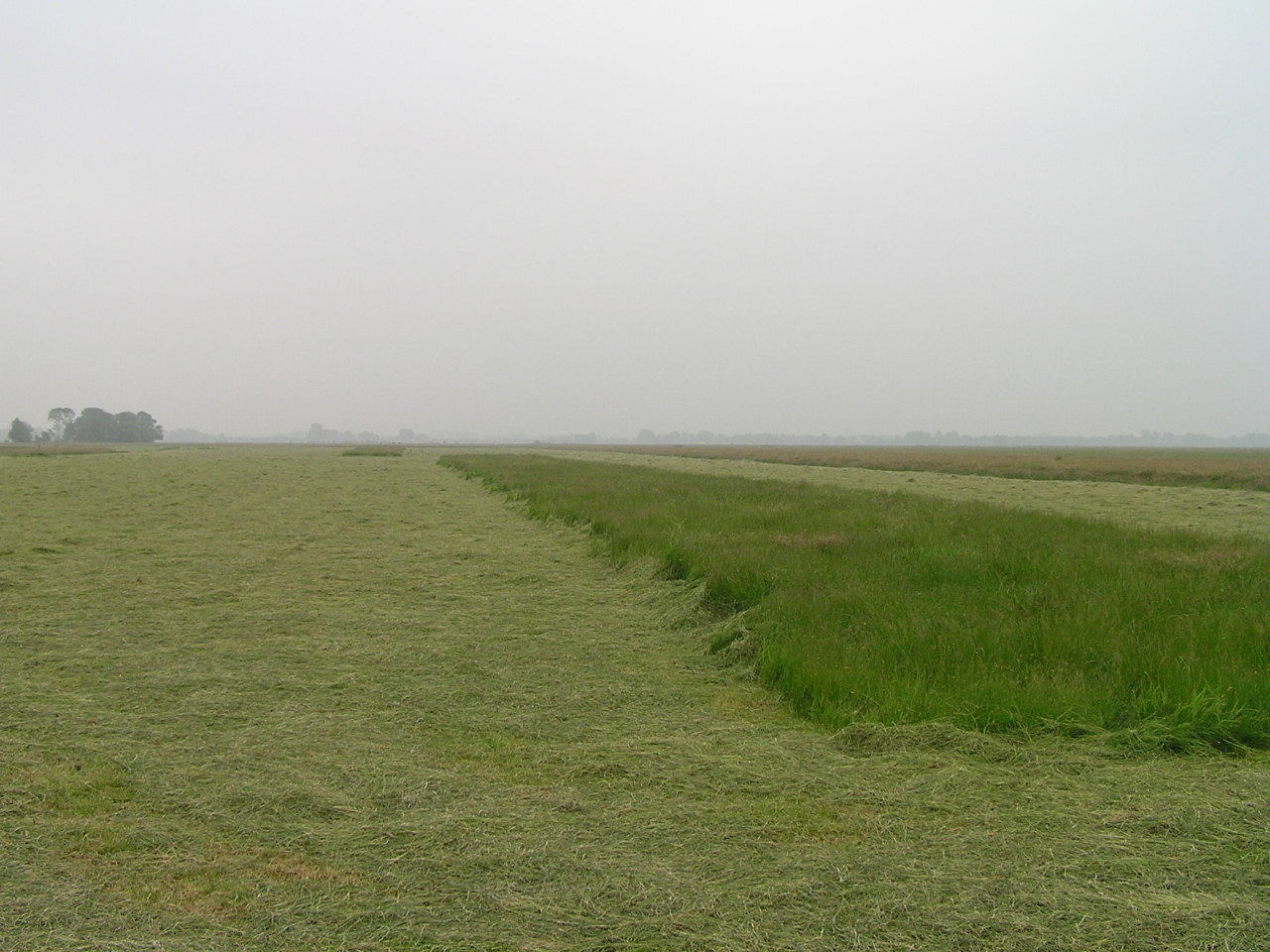
Vluchtheuvel

Weidevogels hebben hun nesten in het weiland, dat door boeren wordt bewerkt: bemesten, rollen, maaien, beweiden. Door de nesten te markeren en om de nesten heen te werken kunnen boeren de weidevogels beschermen. Ook wordt soms het maaiseizoen aan de broedtijd aangepast. Voor uitgesteld maaien bestaat in Nederland een subsidieregeling.
Een andere maatregel die succesvol is gebleken is het vormen van vluchtheuvels: stroken lang gras van enkele meters breed waar de vogels zich kunnen terugtrekken op het moment dat er gevaar dreigt van bijvoorbeeld roofvogels.
Een nieuwe beschermingstechniek is het mozaïekbeheer, waarbij percelen niet in hun geheel worden gemaaid maar in fasen, zodat er ook in mei en juni nog grote stukken zijn met lang gras dat bescherming biedt aan kuikens.
Daarnaast bestaan er speciale weidevogelreservaten.